# Église Sant'Agata in Trastevere
Pour les articles homonymes, voir Église Sainte-Agathe.
L'église Sant'Agata in Trastevere (en français : Sainte-Agathe-du-Trastevere) est une église romaine située dans le quartier Trastevere sur le largo san Giovanni de Matha. Elle est construite au XVIIIe siècle et dédiée à sainte Agathe.

## Historique
La tradition, fondée sur le Liber Pontificalis, évoque la possibilité que l'église fut construite au VIIIe siècle sur le site de la maison de naissance du pape Grégoire II qui la transforma en édifice religieux à la mort de sa mère. De manière plus certaine, la première mention concrète de la l'église date de 1121 dans une bulle papale de Calixte II. En 1375, l'édifice est légué par le pape Grégoire XIII à la Congrégation de la doctrine chrétienne de Rome comme lieu d'enseignement. L'édifice actuel est le fruit de la complète reconstruction en 1710 par le pape Benoît XIV de l'église sur les plans de Giacomo Recalcati.
L'église est devenue le lieu central des commémorations populaires annuelles de la Festa de Noantri (« Fête de nous-autres ») se déroulant du 15 au 30 juillet.

## Architecture et ornements
La façade se compose d'un seul portail. L'intérieur est fait d'une nef unique séparée et de trois chapelles latérales par côté.
L'église possède une statue en bois polychrome de la Madonna del Carmine protectrice du quartier de Trastevere et des peintures de Girolamo Troppa et Biagio Puccini.

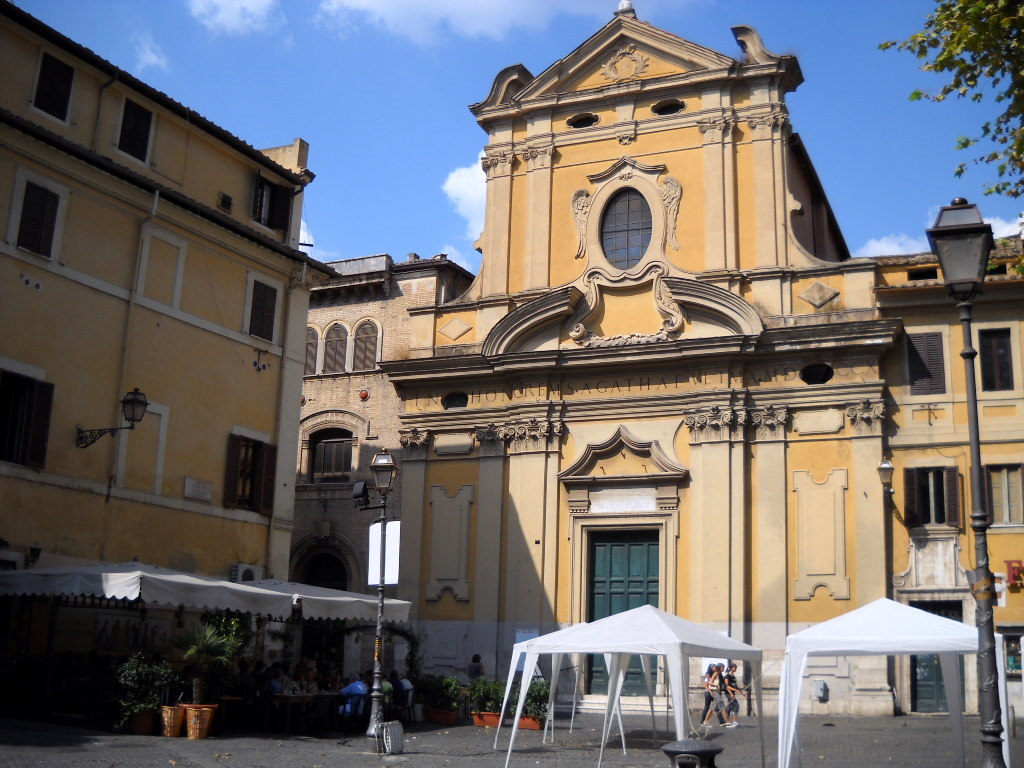
Façade
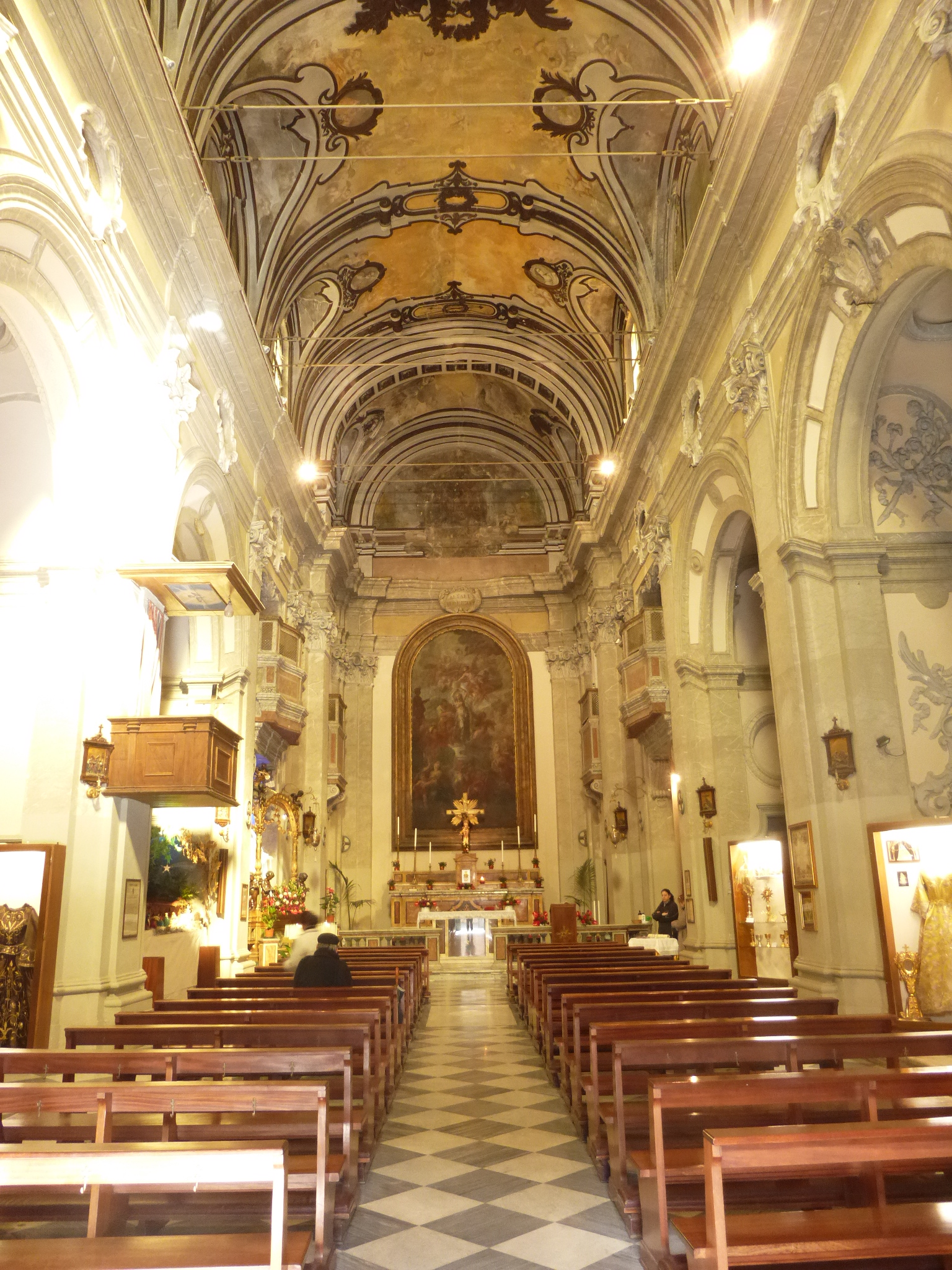
Intérieur
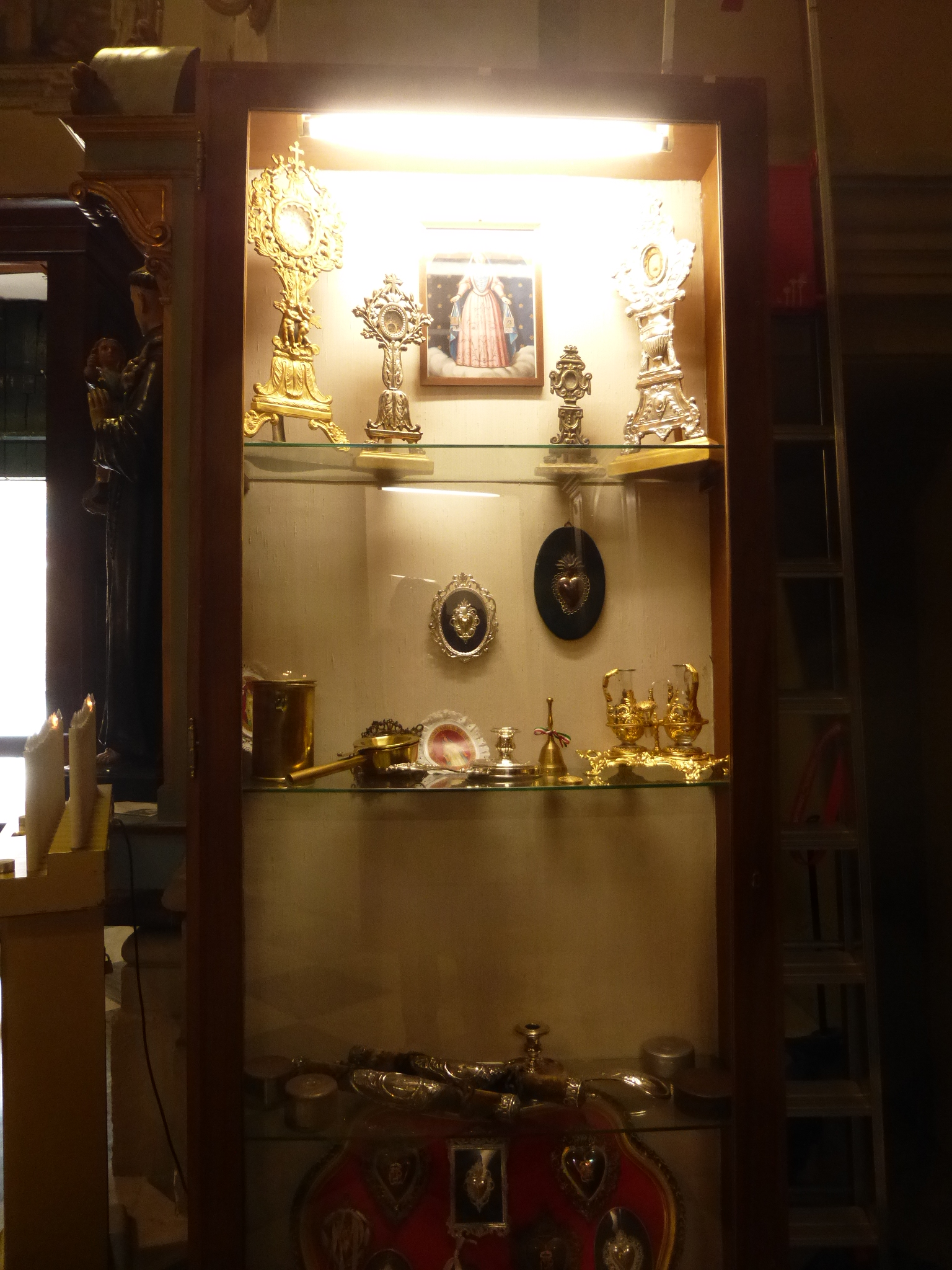
Ex voto
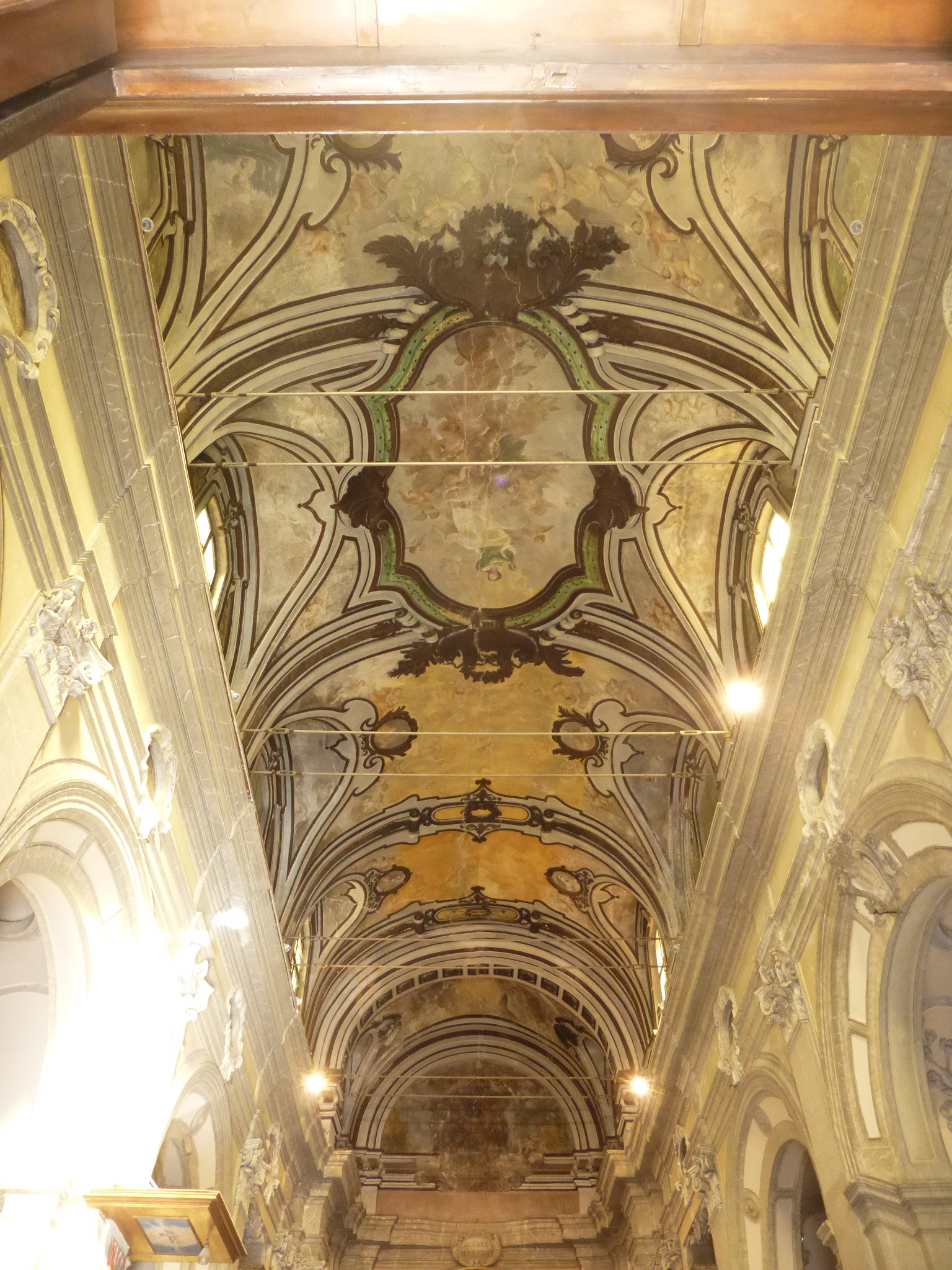
Plafond